# Internationaux de Nouvelle-Calédonie 2018
Gli Internationaux de Nouvelle-Calédonie 2018, noti anche come Challenger BNP Paribas Noumea per motivi di sponsorizzazione, sono stati un torneo professionistico di tennis maschile giocato sul cemento. È stata la quindicesima edizione degli Internationaux de Nouvelle-Calédonie, torneo nell'ambito del ATP Challenger Tour 2018. Si è giocato a Nouméa, in Nuova Caledonia dall'1 al 6 gennaio 2018.

## Partecipanti

### Teste di serie
| Nazionalità | Giocatore         | Ranking* | Testa di serie |
| ----------- | ----------------- | -------- | -------------- |
| Francia     | Julien Benneteau  | 56       | 1              |
| Stati Uniti | Taylor Fritz      | 104      | 2              |
| Regno Unito | Cameron Norrie    | 114      | 3              |
| Norvegia    | Casper Ruud       | 139      | 4              |
| Francia     | Corentin Moutet   | 155      | 5              |
| Francia     | Gleb Sakharov     | 156      | 6              |
| Francia     | Kenny de Schepper | 159      | 7              |
| Francia     | Mathias Bourgue   | 161      | 8              |

(*) Ranking al 25 dicembre 2017

### Altri partecipanti
I seguenti giocatori hanno ricevuto una wild card per il tabellone principale:
- Geoffrey Blancaneaux
- Julien Delaplane
- Maxime Janvier
- Loïc Perret

I seguenti giocatori sono passati dalle qualificazioni:
- Liam Caruana
- Alejandro González
- Zsombor Piros
- Tim Pütz

## Punti e montepremi
| Torneo    | Torneo              | V      | F     | SF    | QF    | 2T    | 1T  | Q | Q2 | Q1 |
| Singolare | Punti               | 90     | 55    | 33    | 17    | 8     | 0   | 5 | 0  | 0  |
| Singolare | Premi in denaro ($) | 10 800 | 6 360 | 3 765 | 2 190 | 1 290 | 780 | – | –  | –  |
| Doppio    | Punti               | 90     | 55    | 33    | 17    | –     | 0   | – | –  | –  |
| Doppio    | Premi in denaro ($) | 4 650  | 2 700 | 1 620 | 960   | –     | 540 | – | –  | –  |

## Campioni

### Singolare
Noah Rubin ha sconfitto in finale  Taylor Fritz con il punteggio di 7–5, 6–4.

### Doppio
Hugo Nys /  Tim Pütz hanno sconfitto in finale  Alejandro González /  Jaume Munar con il punteggio di 6–2, 6–2.